# تشارلز برونسون (سجين)
تشارلز آرثر سالفادور (وُلد باسم مايكل غوردون بيترسون في 6 كانون الأول 1952؛ وكان يُعرف سابقًا باسم تشارلز علي أحمد)، المعروف باسمه المهني تشارلز برونسون، هو فنان ومجرم بريطاني، عُرف بحياته العنيفة والجدلية كسجين. وقد قضى فترات في مستشفيات الأمراض النفسية عالية الحراسة مثل رامبتون، برودمور، وآشورث.
بدأت مسيرته الإجرامية كمجرم صغير، وفي عام 1974 أُدين بتهمة السطو المسلح وصدر بحقه حكم بالسجن لمدة سبع سنوات. وصدرت بحقه أحكام إضافية بسبب هجماته على السجناء والحراس. وبعد إطلاق سراحه عام 1987، بدأ بمسيرة في الملاكمة بدون قفازات في شرق لندن. واقترح عليه مدير أعماله أن يغير اسمه إلى "تشارلز برونسون"، تيمناً بالممثل الأميركي الشهير. أُعيد إلى السجن عام 1988 بعد إدانته في قضية سطو أخرى. كان سجينًا عنيفًا، واحتجز العديد من الرهائن خلال مواجهاته مع الحراس، مما أدى إلى الحكم عليه بالسجن المؤبد. وقد احتُجز في فترات مختلفة في المستشفيات النفسية الثلاثة الخاصة في إنجلترا.
تمت مناقشة قصة برونسون في كتب ومقابلات ودراسات حول إصلاح السجون وأساليب العلاج. وقد قال ذات مرة: "أنا شخص طيب، لكن أحيانًا أفقد أعصابي بالكامل وأصبح عدوانيًا. هذا لا يجعلني شريرًا، فقط مشوشًا". وقد كان موضوع فيلم "برونسون" (2008)، وهو سيرة ذاتية مقتبسة بشكل حر من حياته، حيث جسّد الممثل توم هاردي شخصية برونسون، إلى جانب كايرون سكوت بوزوتيل وويليام دارك في دوريه كطفل.
ألّف برونسون العديد من الكتب عن تجاربه والسجناء المشهورين الذين التقى بهم خلال فترة سجنه. وهو مولع باللياقة البدنية، وقد قضى سنوات طويلة في العزل الانفرادي، وكتب كتابًا عن التمارين الرياضية في المساحات الضيقة. كما أنه فنان، وقد عُرضت رسوماته ولوحاته المستوحاة من الحياة داخل السجون والمستشفيات النفسية وفازت بجوائز.
في عام 2014، غيّر اسمه مجددًا إلى تشارلز سالفادور، تكريمًا للفنان سلفادور دالي، أحد فنانيه المفضلين. وأُنشئت مؤسسة تشارلز سالفادور الفنية بهدف الترويج لأعماله الفنية و"مساعدة من هم في أوضاع أسوأ من وضعه" على المشاركة في الفنون. وفي عام 2023، رُفض طلبه للإفراج المشروط.

### وقت مبكر من الحياة

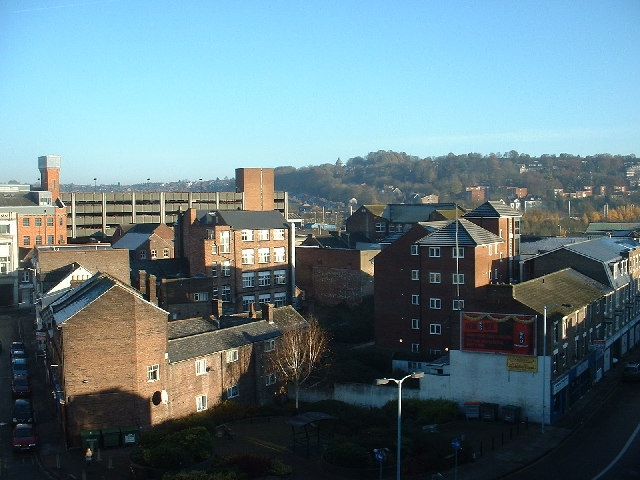
لوتون ، بيدفوردشير ، التي يعتبرها برونسون موطنه

وُلد مايكل غوردون بيترسون في لوتن، بيدفوردشير، وكان واحدًا من ثلاثة أبناء لإيرا (الاسم قبل الزواج: باري) وجون ج. بيترسون. أدار والده لاحقًا النادي المحافظ في أبيريستويث. شغل عمه وعمته منصب عمدة لوتن في الستينيات والسبعينيات من القرن العشرين.
قالت عمته، إيلين باري: "كان صبيًا رائعًا. كان ذكيًّا بوضوح، وكان دائمًا لطيفًا مع الأطفال. كان رقيقًا وهادئ الطبع، لم يكن متنمرًا أبدًا؛ بل كان يدافع عن الضعفاء".
عاش بيترسون في لوتن منذ سن الرابعة. وعندما كان مراهقًا، انتقلت عائلته إلى إلسمير بورت، تشيشير، وهناك بدأ في التورط في المشاكل. في سن الثالثة عشرة، كان جزءًا من عصابة مكونة من أربعة لصوص، وتم توبيخه في محكمة الأحداث بعد أن تم القبض عليه وهو يسرق. كان يستمتع بالقتال منذ صغره، وكان كثيرًا ما يتغيب عن المدرسة. عاد بيترسون لاحقًا إلى لوتن، التي يشير إليها باعتبارها بلدته الأم. كانت أول وظيفة له في سلسلة متاجر "تيسكو"، واستمرت لأسبوعين فقط قبل أن يُفصل بسبب اعتدائه على مديره. تنقّل بين عدة وظائف، وعمل كعامل تحميل، وفي عدة مصانع.
سُجن لأول مرة في مركز "ريزلي"، حيث قضى فترة الحبس الاحتياطي بتهمة إتلاف ممتلكات بعد أن حطّم عدة سيارات متوقفة إثر شجار مع والد صديقته. بعد محاكمته، تم تغريمه ووضعه تحت المراقبة.
عمل بيترسون في نقل الأثاث، وكان يقاتل بانتظام في ليالي خروجه. بعد انخراطه في جرائم صغيرة، واجه أول مشاكل جادة مع السلطات بعدما صدم شاحنة مسروقة بسيارة. تم القبض عليه في منزل والديه، على بعد 140 كيلومترًا من موقع الحادث. نجا سائق السيارة من الحادث، ما جعله يتفادى عقوبة كبيرة، واكتفى القاضي بتغريمه ووضعه تحت المراقبة. بعد المحاكمة، عاد إلى الجرائم الصغيرة والأعمال اليدوية. وفي سن التاسعة عشرة، أُدين بيترسون لمشاركته في عملية سطو على محل، وحكم عليه بالسجن مع وقف التنفيذ.
التقى إيرين كيلسي في عام 1971، التي وصفته بأنه "كان مختلفًا تمامًا عن باقي الفتيان الذين عرفتهم. كان دائمًا يرتدي بدلات مفصلة، وله سكسوكة مشذبة بامتياز، ولهجته كوكني". بعد ثمانية أشهر، في عام 1972، عندما كانت كيلسي في شهرها الرابع من الحمل، تزوجا في مكتب تسجيل تشيستر. ابنهما يُدعى مايكل جوناثان بيترسون. بعد خمس سنوات انفصلا، وتزوجت كيلسي مرة أخرى لاحقًا.

### 1974–1987

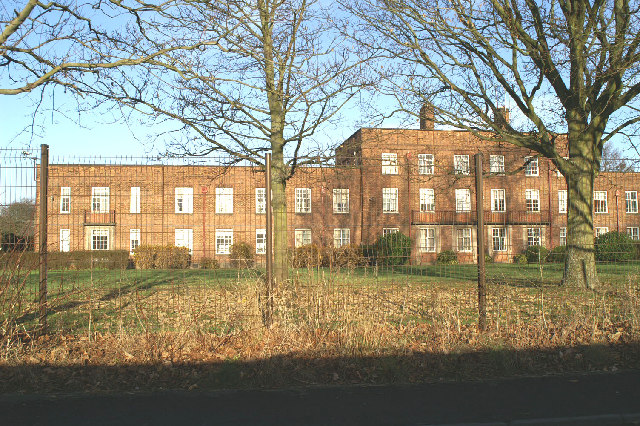
مستشفى أشورث ، حيث قضى برونسون بعض الوقت كمريض للصحة العقلية

أُدين برونسون بتهمة السطو المسلح في عام 1974، وكان عمره آنذاك اثنين وعشرين عامًا، وحُكم عليه بالسجن سبع سنوات. أُرسل إلى سجن "والتون"، وسرعان ما انتهى به الأمر في وحدة العقوبات بعد أن هاجم سجينَين دون استفزاز. نُقل إلى "هُل" في عام 1975. وبعد رفضه العمل في السجن، حطم ورشة بعد شجار مع أحد الحراس، وتم إرساله إلى الحبس الانفرادي. حُقن بالعقار المهدئ كلوربرومازين، ما جعله يمرض بشدة، وأُضيفت ستة أشهر إلى حكمه.
بعد تعافيه، استمر في كونه نزيلًا شديد الصعوبة، وتم وضعه في الحبس الانفرادي مرارًا لعدة أشهر. هاجم السجين جون هنري غالاغر بإبريق زجاجي، ووجهت إليه تهمة التسبب في أذى بدني جسيم. تم تخفيف التهمة لاحقًا إلى جرح غير قانوني، وأدين بها. أُضيفت تسعة أشهر إلى حكمه. نُقل إلى سجن "آرملي".
وجد بيترسون أن سمعته كنزيل عنيف وخطير جدًا سبقته. بين عامي 1975 و1977، تم نقله بين سجون "آرملي"، "ويكفيلد"، "باركهورست"، و"والتون". نُقل من يوركشير إلى لندن وهو مكبّل إلى أرضية عربة السجن. وأثناء وجوده في الحبس الانفرادي، بدأ برنامجًا للياقة البدنية. استمر في مهاجمة السجناء الآخرين وتخريب ممتلكات السجن. وأثناء تعافيه في الحبس الانفرادي من الضرب الذي تلقاه بعد أن لكم حارسي سجن، وصله إخطار بطلب الطلاق من زوجته.
في "واندزوورث"، حاول تسميم السجين المجاور له. ثم نُقل إلى "باركهورست" في عام 1976، حيث أقام صداقة مع التوأم كراي، واصفًا إياهما بأنهما "أفضل رجلَين قابلتهما في حياتي". ثم أُعيد إلى "واندزوورث" بعد تهديده بقتل أحد الحراس. أمضى أربعة أشهر في العزل بعد أن ضُبط وهو يحاول حفر نفق من زنزانته. وعندما أعيد إلى السجناء الآخرين، هاجم السجين الذي وشى بمحاولته للهروب، وترك له ندبة دائمة.
أراد مدير سجن "واندزوورث" نقله من مؤسسته، ولم توافق سوى وحدة الطب النفسي "سي" في "باركهورست" على استقباله. أُعيد برونسون إلى جزيرة وايت. وهناك هاجم سجينًا بمرطبان مربى، ووجهت إليه مجددًا تهمة الأذى البدني الجسيم. حاول الانتحار وهاجم أحد الحراس، وصدر بحقه أمر تحويل بموجب قانون الصحة النفسية.
في كانون الأول 1978، وصل برونسون إلى مستشفى "برودمور"، لكنه سرعان ما نُقل إلى مستشفى "رامبتون" الآمن. لم يتمكن من التكيف مع الأدوية القسرية، وكان محاطًا بمرضى شديدي الاضطراب والخطورة. حاول خنق مغتصب الأطفال والقاتل جون وايت، وتم القبض عليه وهو في الرمق الأخير. أُعيد برونسون إلى "برودمور"، حيث التقى مجددًا بـروني كراي.
"شاهدتهم يندفعون إلى الجدران مستخدمين رؤوسهم كالكباش. رأيتهم يفقدون الوعي وهم يفعلون ذلك. طعنوا أنفسهم بأقلام وإبر ومقصات. أحدهم فقأ عينه، وآخر اقتلع خصيته. وكان هناك من حاول التهام نفسه، يعض ذراعيه وساقيه وقدميه."
— برونسون في وصفه لصعوبة التواصل مع المرضى الآخرين في المصحات النفسية التي احتُجز بها.
في "برودمور"، حاول برونسون خنق غوردون روبنسون حتى الموت، لكنه فشل عندما انقطعت ربطة العنق الحريرية التي كان يستخدمها. شعر بالاكتئاب بعد هذا الفشل، لكن معنوياته تحسّنت عندما رتب روني كراي له زيارة من الملاكم تيري داونز. في عام 1982، نفّذ أول احتجاج له على سطح مستشفى "برودمور"، حيث خلع بلاط السقف. وبعد فترة وجيزة، اعتلى السقف مجددًا، وتسبب في أضرار بلغت قيمتها 250,000 جنيه إسترليني خلال احتجاج دام ثلاثة أيام، قبل أن ينجح أفراد عائلته في إقناعه بالنزول.
بعد مزيد من العلاج، بدأ في الرسم. في نهاية المطاف، حصل على جوائز أكثر من أي نزيل آخر على قصائده ونثره ورسوماته. نفّذ احتجاجًا ثالثًا على السطح، هذه المرة مطالبًا بنقله إلى سجن آخر، وأقنعوه بالنزول مجددًا. بدأ إضرابًا عن الطعام استمر 18 يومًا، وفي النهاية وافقوا على نقله إلى مستشفى "آشورث"، الذي كان يُعرف آنذاك بـ "بارك لاين"، في حزيران 1984.
"تم تصنيفي كمجنون بسبب عنفي. وما زلت عنيفًا – وهم الآن يصنفونني كعاقل. أين العقلانية في ذلك؟ أليس النظام بنفس الجنون؟"
— ناقش الأطباء النفسيون تشخيص الاعتلال النفسي والفصام، لكنهم لم يتفقوا أبدًا على ماهية الأمراض النفسية التي يعاني منها برونسون، إن وجدت.
رغم أن برونسون كان أكثر استقرارًا في المرافق الحديثة والنظام في "آشورث"، سرعان ما عاد إلى سلوكه السابق. استخدم زجاجة صلصة لطعن المريض ميرفين هورلي، الذي حاول التحرش به. أُعيد إلى السجون العامة في مركز "ريزلي" في عام 1985، ووُضع في العزل بعد أن لكم سجينًا آخر. في أيار 1985، أقر برونسون بذنبه في قضية الأذى الجسيم المتعمد ضد هورلي، وأُضيفت ثلاث سنوات إلى حكمه. في وقت لاحق من العام، أُعيد إلى "والتون"، حيث قام باحتجاج جديد على السطح دام ثلاثة أيام، تسبب خلاله في أضرار قيمتها 100,000 جنيه إسترليني. أُضيفت سنة أخرى إلى حكمه. نُقل إلى "ألباني"، حيث لكم سجينًا آخر في أول يوم له بين السجناء الآخرين. وسرعان ما نُقل إلى "وورموود سكربس". بعد أسبوعين، أُعيد إلى "واندزوورث".
في عام 1986، نُقل برونسون ثماني مرات، وكان المكان الجديد الوحيد هو "وينشستر". خلال نوبة عنف شديدة، خنق مدير سجن "وورموود سكربس". في 3 كانون الثاني 1987، نُقل إلى "غارتري"، حيث قضى ما تبقى من محكوميته في العزل، باستثناء عشرة أيام قضاها في سجن "ليستر" القريب.

### 1987–1999
عند إطلاق سراحه من سجن غارتري، استقبله أفراد عائلته، وأقام لبضعة أيام مع والديه في أبيريستويث. ثم استقلّ قطارًا إلى لندن، واشترى مسدس ماء، عدّله، واستخدمه لتهديد رجل غريب كي يقله إلى لوتون. بناءً على نصيحة صديقه القديم ريجي كراي، بدأ برونسون مسيرته القصيرة في عالم الملاكمة غير القانونية بالأيدي العارية في إيست إند بلندن. وفي عام 1987، غيّر اسمه من مايكل بيترسون إلى تشارلز برونسون بناءً على اقتراح من مروّج نزالاته، بول إدموندز، رغم أنه لم يشاهد يومًا فيلمًا من بطولة الممثل الأميركي تشارلز برونسون. عرض القتال ضد ليني مكلين، لكن طُلبه قوبل بالرفض. وزعم لاحقًا أنه قتل كلب روتوايلر بيديه العاريتين في نزال سريّ بلغت جائزته عشرة آلاف جنيه إسترليني، وأضاف: "هذا ليس شيئًا أفتخر به، لأنني أحب الحيوانات".
في اليوم الأول من السنة الجديدة عام 1988، وعلى نحو مفاجئ لحبيبته أليسون، قام بسرقة متجر مجوهرات، احتفظ بخاتم لها، وباع البقية. وفي 7 كانون الثاني 1988، أي في يومه الـ69 من الحرية، تم القبض عليه أثناء قيامه بجولة الركض الصباحية. وقد وُجّهت إليه التهم باستخدام اسمه القتالي "تشارلز برونسون"، ومنذ تلك اللحظة قرر التخلي عن اسم "مايكل بيترسون" نهائيًا. أُعيد إلى سجن ليستر، بعد أن رفض سجن بيدفورد استقباله بسبب سلوكه العنيف الذي أبداه خلال فترة سجنه الأولى فيه.
كانت دفاعاته تبدو قوية، إذ رفض الشهود الإدلاء بشهاداتهم خوفًا من الانتقام. إلا أن أليسون تراجعت عن شهادتها الأولى، وأصبحت الشاهدة الرئيسية للادعاء، ما أزال حجة الغياب التي قدّمها، وأعطى الادعاء الأدلة الكافية للفوز بالقضية. حاول برونسون الوصول إلى سطح السجن لكنه فشل، فنُقل إلى سجن بريكستون. وهناك، وُضع في وحدة أمنية خاصة تضم 16 سجينًا. وفي حزيران 1988، أقرّ بالذنب في تهمة السطو المسلح، وصدر بحقه حكم بالسجن لسبع سنوات.
نُقل برونسون إلى سجن واندزورث، ثم إلى سجن فول ساتون، حيث قضى وقتًا في الحبس الانفرادي بسبب ضربه لأحد السجناء وأحد الحراس، ورشقه للمأمور بالماء. قضى شهرًا في سجن دورهام، حيث كوّن علاقة ودية مع مجموعة من القوارض التي دخلت زنزانته. وفي عام 1989، نُقل إلى سجن لونغ لارتن، وبدا وكأنه استقر هناك، لكنه سرعان ما "فقد السيطرة" وبدأ بالركض عاريًا حاملاً رمحًا صنعه من زجاجة مكسورة وعصا مكنسة. وبعد حادثة أخرى أحدث فيها شغبًا، وُضع في الحبس الانفرادي مجددًا.
أمضى شهرين في سجن بريستول، ثم نُقل إلى برمنغهام، ثم وينشستر، ثم عاد إلى واندزورث في أيلول 1989. كان يُنقل باستمرار ويتسبب في المشاكل بشكل متكرر، لا سيما حينما اعتدى على اثنين من حراس سجن غارتري واحتجز نائب المأمور رهينة في سجن فرانكلاند. وفي سجن باركهيرست، تعرّض لهجوم من قبل سجينين على الأقل طعناه مرارًا في ظهره، لكنه رفض التعاون مع الشرطة أو الإدلاء بأي شهادة. تعافى من إصاباته دون مشاكل إضافية، وأُطلق سراحه في تشرين الثاني 1992.
لم تدم حريته أكثر من 53 يومًا، إذ أُلقي القبض عليه مجددًا بتهمة التآمر للسطو. واحتُجز على ذمة التحقيق في سجن وودهيل، الذي افتُتح مؤخرًا. أصرّ على أن حبيبته كيلي-آن، وصديقتها كارول، وعشيقها، كذبوا على الشرطة بهدف الإيقاع به. وفي 9 شباط 1993، أُسقطت عنه تهم السرقة، وغُرّم بمبلغ 600 جنيه إسترليني لتسببه بكسر أنف عشيق كيلي-آن. بعد 16 يومًا، أُعيد اعتقاله بتهمة التآمر للسطو وحيازة بندقية مقطوعة الفوهة. وأثناء احتجازه، احتجز موظف مكتبة مدنيًا كرهينة، وطالب بدمية مطاطية، ومروحية، وفنجان شاي من المفاوضين. أطلق سراح الرهينة في النهاية، بعد أن شعر بالاشمئزاز حين أطلق الرجل ريحًا أمامه.
نُقل برونسون من سجن بلمارش إلى سجن بولينغدون لمحاكمته. أقرّ بامتلاك البندقية، لكنه أنكر تهمة التآمر. أخبر هيئة المحلفين أنه كان ينوي استخدام البندقية للانتحار. وفي 14 أيلول 1993، أُدين بتهمة "نية السطو"، بينما بُرّئ من تهمة التآمر. أما المتهم الآخر فحصل على البراءة التامة. وصدر بحقه حكم بالسجن لمدة ثماني سنوات.
نُقل برونسون من بلمارش إلى سجن وايكفيلد، حيث قضى 40 يومًا عاريًا في الحبس الانفرادي. وفي تشرين الثاني، نُقل إلى سجن هال، حيث قضى عدة أشهر دون مشاكل. في اثنين الفصح من عام 1994، احتجز نائب المأمور أدريان والاس كرهينة، لكنه سُيطر عليه من قبل الحراس، ونُقل إلى سجن ليستر. ثم أُعيد إلى وايكفيلد، حيث وُضع في ما يُعرف بـ"قفص هانيبال"، الذي كان مخصصًا سابقًا للسجين روبرت ماودسلي. هناك، شجّعه موظفان، ميك أوهاغان وآلان جارفيس، على ممارسة الرسم، فبدأ يُركّز على الرسوم الكاريكاتورية.
في أيلول 1994، توفي والد برونسون خلال فترة كان فيها في عزلة دائمة ويُنقل من سجن إلى آخر أسبوعيًا. واعتدى على مأمور سجن هاي داون الذي زاره مطمئنًا وقال لحراسه: "لا تقلقوا، هو بخير معي". وفي سجن لينكولن، سُمح له بقضاء وقت مع أطفال يعانون من متلازمة داون، فأُخرج من العزلة وأُعيد إلى الجناح الرئيسي بعد أن أظهر سلوكًا جيدًا معهم، لكنه أُعيد إلى العزلة مجددًا لأنه عاد متأخرًا بنصف ساعة من فترة التمارين التي كانت محددة بـ30 دقيقة.

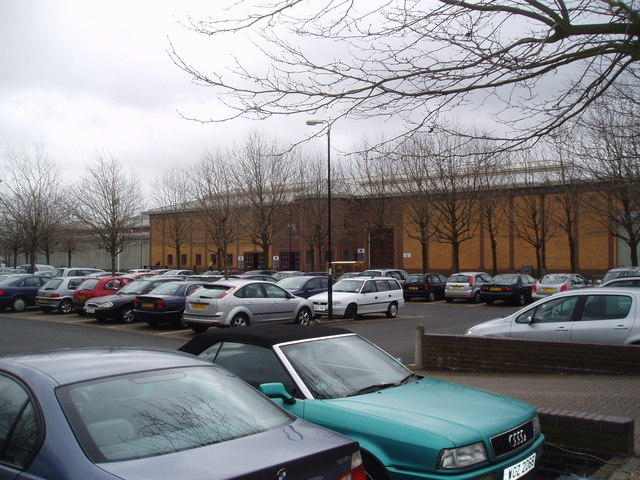
سجن بلمارش ، حيث احتجز برونسون اثنين من الخاطفين العراقيين كرهائن

في نيسان 1996، أُعيد إلى سجن بلمارش بعد أن احتجز طبيبًا كرهينة في برمنغهام. بعد خمسة أشهر، صدمه مختطف طائرة عراقي في الكافتيريا ولم يعتذر. بعد فترة طويلة من الكبت، احتجز برونسون اثنين من مختطفي الطائرات العراقيين، بالإضافة إلى سجين آخر يُدعى جايسون غريزلي، كرهائن في زنزانة. وبحسب اعترافه، كان "يفقد السيطرة بشدة"، وكان يهذي بشأن والده المتوفى، قائلاً إن أي "تصرف غريب" سيؤدي به إلى "كسر الأعناق". كان يغني ويضحك ويجبر العراقيين على دغدغة قدميه ومناداته بـ"الجنرال".
طالب بطائرة تأخذه إلى ليبيا، وببندقيتين رشاشتين من طراز "أوزي"، وخمسة آلاف طلقة، وفأس. أفرج عن غريزلي، لكنه بدأ يردد "أريد مثلجات". شعر بالذنب بعد أن ضرب أحد الرهائن بصينية معدنية، ولذا أصر على أن يضربه الرهينة نفسه على رأسه أربع مرات حتى يعتبرها "تسوية". جرح نفسه أربع مرات بشفرة حلاقة آمنة، لكنه وافق على إطلاق سراح الرهائن والعودة إلى وحدة العزل. أضيفت سبع سنوات أخرى إلى عقوبته. وخُفضت إلى خمس سنوات بعد الاستئناف.
"عيناي ضعيفتان بسبب سنوات الإضاءة غير الطبيعية التي تعرضت لها. نظري سيئ للغاية؛ عليّ ارتداء نظارات مظللة حتى عند القراءة. سنوات الحبس الانفرادي جعلتني غير قادر على تحمل الضوء لأكثر من بضع دقائق. إذا فعلت ذلك، يصيبني صداع رهيب... سنوات الوحدة في الزنازين الصغيرة جعلتني مصابًا بجنون الارتياب من اقتراب الناس مني. لم أعد أتحمل اقتراب الناس كثيرًا، أو تزاحمهم حولي. أكره أن يتنفس أحدهم نحوي وأكره الأجسام ذات الرائحة الكريهة التي تقترب مني. الفم بالنسبة لي مجرد وسيلة للأكل – وليس للتقبيل أبدًا... يحتاج الرجل إلى روتين ليواجه مثل هذا الوضع القاسي. بالنسبة لي، هو تمرينات الضغط والبطن. كما أنني أمشي في الغرفة وأعد كل خطوة. البعض، كما أعلم، ينامون ثلاث ساعات على جانبهم الأيسر، وثلاث ساعات على الأيمن، وثلاث ساعات على ظهورهم."
— الإنسان كائن اجتماعي، وعلى الرغم من بقائه في لياقة بدنية ممتازة، فإن سنوات العزل خلّفت مشكلات صحية ونفسية جعلت التفاعل صعبًا بالنسبة لبرونسون
في تشرين الأول 1996، شعر برونسون بالاضطراب بسبب زيارة غير متوقعة من روبرت تايلور، وهو طبيب، بدلًا من محاميه المعتاد. احتجز تايلور كرهينة، لكنه أطلق سراحه بعد 30 دقيقة بعد أن عاد إلى رشده. رفض تايلور التعاون مع الادعاء.
في كانون الثاني 1999، احتجز فيل دانيلسون، موظف تعليم مدني، كرهينة، لأنه انتقد إحدى رسومات برونسون. دمر برونسون السجن، وقام برمي وحدات التبريد والأثاث. أصيب بالصدمة وفقد الوعي لبضع دقائق أثناء محاولته اقتلاع غسالة من الجدار. استمرت الأزمة 44 ساعة قبل أن يطلق سراح دانيلسون. نُقل برونسون إلى سجن وايتمور.
بسبب هذا الحادث، تلقى برونسون حكمًا بالسجن المؤبد تقديريًا، على ألا تقل مدة التنفيذ عن ثلاث سنوات. لاحقًا في عام 1999، تم إنشاء وحدة سجن خاصة في وودهيل لبرونسون، وروبرت مودزلي، وريجينالد ويلسون، للحد من الخطر الذي يمثلونه على الموظفين والسجناء الآخرين. حصل دانيلسون على تعويض قدره 65,000 جنيه إسترليني من وزارة الداخلية في تسوية خارج المحكمة، رغم أن مصلحة السجون لم تعترف بالتقصير في حمايتها لموظف مدني.

### من 2001 حتى اليوم
في عام 2001، تزوج برونسون مرة أخرى، هذه المرة في سجن وودهيل، من فاطمة سيرة رحمن، وهي مطلقة من أصول بنغلاديشية. كانت قد رأت صورته ومقالًا عنه في صحيفة وبدأت بمراسلته. زارته عشر مرات قبل الزواج. كانت تعمل في مأوى للنساء قبل أن تفقد وظيفتها عندما اكتشف صاحب العمل علاقتها به.
لفترة قصيرة، اعتنق برونسون ديانة زوجته الإسلام، وأراد أن يُعرف باسم "تشارلز علي أحمد"، لكنه لم يغير اسمه قانونيًا. بعد أربع سنوات، طلقا، وتخلى عن الإسلام. خلال هذه الفترة، استأنف ضد الحكم بالسجن المؤبد. رفض ثلاثة قضاة الاستئناف في نيسان 2004. في المحكمة، وبينما كان محاطًا بستة حراس، قال إن زوجته وابنتها كانتا تساعدانه في إعادة تأهيله، وكانت التقارير الشخصية، بما في ذلك تقارير الأطباء النفسيين، إيجابية في تلك المناسبة.
في عام 2007، كان اثنان من موظفي سجن فول ساتون في يوركشاير الشرقية جزءًا من "حادث ضبط وسيطرة"، في محاولة لمنع حادث احتجاز رهائن آخر، كُسر خلالها نظارته المظللة. حصل برونسون على تعويض قدره 200 جنيه إسترليني مقابل النظارة.
ظل برونسون مصنفًا كسجين من الفئة "أ" عندما نُقل إلى سجن وايكفيلد شديد الحراسة. كان من المفترض أن يُعقد له جلسة عفو مشروط في أيلول 2008. تم تأجيلها عندما اعترض محاميه على مقابلة لمدة ساعة فقط، مطالبًا بيوم كامل للتعامل مع قضيته. عُقدت الجلسة في 11 آذار 2009، ورفض المجلس الإفراج المشروط بعدها بفترة قصيرة.
في آب 2013، قُدم عريضة تحتوي على عشرة آلاف توقيع إلى مقر الحكومة البريطانية تطالب بإطلاق سراحه. في ملاحظة مرفقة، ناشد برونسون رئيس الوزراء ديفيد كاميرون السماح له بأن "يعيش ما تبقى من حياته وألا يُدفن في نظام السجون".
في 28 شباط 2014، هاجم برونسون بعنف مدير السجن في غرفة التلفزيون في سجن وودهيل، بسبب نزاع حول حجب رسائله، بما في ذلك رسالتين من والدته. تعرض المدير لكدمات خطيرة. في تموز 2014، حُكم على برونسون بالسجن لمدة عامين. اعترف السجن بأن معالجته للبريد قد تكون غير مقبولة.
في آب 2014، أعلن برونسون أنه سيغير اسمه رسميًا إلى "تشارلز سالفادور"، تكريمًا للفنان سلفادور دالي. في بيان مكتوب بخط اليد على موقعه، قال سالفادور: "الشخص القديم جف... برونسون وُلد في 1987. مات في 2014".
وبهذا الاسم الجديد، بدأ بإنشاء أعمال فنية وُصفت بأنها "واقع خيالي". بيعت مجموعة من هذه الأعمال في مزاد في تشرين الأول
طلب سالفادور الزواج من الممثلة بولا ويليامسون، خلال زيارة في 13 شباط 2017، وقبلت. كانت تزوره منذ خمسة أشهر. ووفقًا لويليامسون: "تشارلي تغير. وآمل أن يُفرج عنه بحلول عيد ميلادي الأربعين، في آب 2020". ويليامسون، التي ظهرت بأدوار بسيطة في "كورونيشن ستريت" و"إيميرديل"، تزوجته في كنيسة السجن في 14 تشرين الثاني 2017.
في تموز 2018، تبين أن برونسون طلب الطلاق، بعد تسريب صورة لرجل بريطاني شاب وهو "يُقحم وجهه" بين صدرها ويدعو برونسون وأصدقاءه إلى شقتها خلال عطلة في تنريفي. ادعت ويليامسون أن برونسون طلب منها ارتداء زي قطط في زيارتها التالية، وهو ما رفضته. في 29 تموز 2019، وُجدت ويليامسون، البالغة من العمر 38 عامًا، ميتة في منزلها في ستوك-أون-ترنت. لم تعتبر الشرطة وفاتها مشبوهة.
في عام 2017، تواصل برونسون مع مصور الصحف جورج بامبي بعد أن تعرف على اسمه في وثائقي على القناة الرابعة. بعد لقائهما، أعطى برونسون بامبي عينات شعر لتحليل الحمض النووي. ومنذ ذلك الحين، عرض بامبي شهادة تفيد بوجود احتمال 99.98% بأنه ابن برونسون. في آذار 2023، صرح بامبي لاحقًا أن العلاقة برمتها كانت حيلة دعائية تم ترتيبها بينهما.
في نوفمبر 2018، بُرِّئ برونسون في محكمة ليدز كراون بعد محاكمته بتهمة محاولة التسبب في أذى جسدي جسيم عمدًا. وكانت الحادثة التي وقعت في يناير السابق قد شملت مارك دوكرتي، حاكم سجن ويكفيلد. وقال برونسون للمحكمة عبر فيديو لينك، مدافعًا عن نفسه: "لأول مرة منذ 44 عامًا في السجن، لم أقصد أبدًا استخدام العنف. لم أقصد أبدًا إيذاء الحاكم".   وبعد تبرئته بفترة وجيزة، نُقل إلى سجن إتش إم وود هيل.   
في يونيو 2020، فاز برونسون بمعركة أمام المحكمة العليا من أجل الحق في عقد اجتماع مجلس الإفراج المشروط الخاص به علنًا، مشيرًا إلى الحق في محاكمة عادلة. 
في أوائل عام ٢٠٢٣، أُفيد بأن برونسون سيُمثل أمام لجنة الإفراج المشروط في مارس من ذلك العام.  رُفض طلبه، حيث صرّحت اللجنة بأنها "لم تقتنع بأن السيد سلفادور مؤهل للإفراج عنه. كما لم تُوصِ اللجنة وزير الخارجية بنقله إلى سجن مفتوح". 

## المهن والمشاريع
خلال فترة سجنه، طور برونسون نظاماً تدريبياً بدنياً، وفي عام 2008 زعم أنه لا يزال قادراً على أداء 172 تمرين ضغط في 60 ثانية و94 تمرين جلوس في 30 ثانية.
في عام 2002، نشر كتاب اللياقة الانفرادية، يشرح فيه نظام تدريب فردي باستخدام الحد الأدنى من الموارد والمساحة.
أنا ملك تمرينات الضغط وتمرينات الجلوس. قلت سابقاً إنني قمت بـ25 تمرين ضغط بينما كان رجلان فوق ظهري، وقمت بالقرفصاء وثلاثة رجال على كتفيّ! لقد كنت أحطم أرقاماً قياسية في اللياقة داخل السجن منذ أن أتذكر. أرني رجلاً آخر – حتى لو كان في نصف عمري – يمكنه حمل طاولة سنوكر كاملة الحجم. أنا أستطيع. أرني شخصاً آخر يمكنه أداء 1,727 تمرين ضغط في ساعة واحدة. أنا أستطيع... لقد مرّ عليّ ثماني سنوات دون استخدام الأوزان، ثم دخلت صالة رياضية ورفعت 300 باوند عشر مرات. أنا طولي خمسة أقدام و11 إنشاً، ووزني 220 باونداً، وأشعر أنني قوي كما كنت في سن الـ21... هناك شيء عميق بداخلي يدفعني للاستمرار. أنا ناجٍ في اللياقة البدنية الانفرادية.
— كتب برونسون في عام 2000، يصف نتيجة سنوات من التدريب في المساحات الضيقة داخل السجن.
منذ عام 1999، شغل برونسون نفسه بكتابة الشعر وإنتاج الأعمال الفنية. وقد نُشرت له أحد عشر كتاباً، من بينها في عام 2008 كتابه الوحيد الذي كتبه بنفسه بعنوان الجنونولوجيا: بكلماتي الخاصة. وقد فاز بـ11 جائزة من مؤسسة كوستلر للأدب والفن.
في 28 نيسان 2010، أفادت هيئة الإذاعة البريطانية بأن أعمال برونسون الفنية عُرضت في محطة مترو أنفاق أنجل في لندن من 26 نيسان 2010 ولمدة أسبوعين. وقد نُظمت المعرض من قبل مشروع آرت بيلو، وهو مشروع غير تابع للبرنامج الرسمي للفنون الخاص بهيئة النقل في لندن. وقد شككت الجمعية الوطنية للضحايا، التي تمثل العائلات المتأثرة بالجريمة، في مدى ملاءمة السماح لبرونسون "بالتواصل مع الجمهور البريطاني بهذه الطريقة".
تمت إزالة أعماله لاحقاً من قبل جهة مجهولة ولأسباب غير معلنة.
في عام 2014، أفادت صحيفة ذا غارديان بأن بيع العديد من أعمال برونسون الفنية، والتي كانت مملوكة سابقاً لروني كراي، جمع عدة آلاف من الجنيهات الإسترلينية لتُمكِّن والدته من قضاء إجازة. وجاء ذلك بعد أن أُصيبت بالضيق من التقارير التي تحدثت عن هجوم برونسون على 12 من حراس السجن في سجن وودهيل.
في عام 2016، عرض أحد أعماله الفنية في مزاد لجمع الأموال لعلاج طفل مصاب بالشلل الدماغي.
في عام 2021، ظهر برونسون، تحت اسم تشارلز آرثر سالفادور، في الأغنية الفردية فقط المجانين يزحفون للفرقة الموسيقية لوست فيغاس المقيمة في آيا نابا.
في عام 2023، عرض برونسون رسوماته للبيع في معرض، آملاً أن يساعده ذلك في الحصول على الإفراج المشروط عبر إظهار أنه يمكنه ممارسة مهنة إذا أُطلق سراحه من السجن.

## فيلم سيرة ذاتية
الفيلم برونسون، الذي يستند بشكل فضفاض إلى حياة برونسون، عُرض لأول مرة في بريطانيا في 13 آذار 2009.
قام ببطولة الفيلم توم هاردي في الدور الرئيسي، وأخرجه نيكولاس ويندينغ رفن.
وقد أثار العرض الأول للفيلم جدلاً عندما تم تشغيل تسجيل صوتي لبرونسون دون إذن مسبق من موظفي مصلحة السجون، الذين طالبوا بفتح تحقيق حول كيفية تسجيل ذلك المقطع.

## روابط خارجية
- تشارلز برونسون في قاعدة بيانات الأفلام على الإنترنت
- The Charles Salvador Art Foundation official website - archived at Wayback Machine
- Bronson the Movie website archived at the Wayback Machine